# Tratado de Corbeil
El Tratado de Corbeil (1258) fue un acuerdo firmado en Corbeil (actualmente Corbeil-Essonnes en el departamento francés de Essonne, cerca de París); firmado el 11 de mayo de 1258, entre Luis IX de Francia y el Rey de Aragón Jaime I el Conquistador con el fin de llegar a una paz duradera, conformando unas fronteras estables, entre la corona de Aragón y el reino de Francia.

Instrumentum de pace inter Ludovicum, regem Franciœ, et Jacobum, regem Aragonum, pacta, propter quasdam terras sibi invicem restitutas .

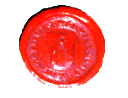
Tratado de Corbeil (1258) - Sello de Guillermo de Roquefeuil, embajador del rey Jaime I de Aragón. Nacido hacia 1218 o 1228, falleció el 10 de noviembre de 1275 en Murcia. Está enterrado en la catedral de Murcia.

Noverint universi quod, cum inter dominum regem Francie, ex una parte, et dominum regem Arragonum, Majoricarum et Valencie, comitem Barchinone et Urgelli et dominum Montispessulani, ex altera, suborta esset materia questionis super eo quod idem dominus rex Francie dicebat comitatum Barchinone, Bisulduni, Rossilionis, Erpurdani, Ceritanie, Urgelli, Confluentis, Gerundensem et Eusonensem cum eorum pertinenciis de regno Francie et de feodis suis esse, et dictus dominus rex Aragonum ex adverso dicebat se jus habere in Carcassona et Carcassès, in Redis et Redès, Lauraco et Lauregès, Terminis et Terminès, Biterris et vicecomitatu Biterrensi15 , Agadha et Agadès, Albi et Albigès, Ruthinis et Ruthinès, comitatu Fuxi, Caturco et Caturcino, Narbona et ducatu Narbonensi, Minerba et Minerbès, Fenolleto et Fenolledès, terra de Saltu, Petrapertusa et Petrapertusès, Amilliavo cum toto comitatu Amilliavi, Credona cum vicecomitatu Credonensi, Gavaldano, Nemauso et Nemausès, Tholosa cum toto comitatu Tholose et Sancti Egidii, cum honoribus, districtibus et juribus universis et pertinenciis eorumdem, tandem nos, Arnaldus, Dei gracia Barchinonensis episcopus, Guillelmus, prior Sancte Marie de Corneliano, Guillelmus de Rochafolio, tenens locum predicti domini regis Aragonum in Montepessulano, procuratores ad hoc ab ipso domino rege Aragonum missi specialiter ad predictum dominum regem Francie, in propriis personis ad ipsum accessimus, et litteras procuratorias, sigillo ipsius domini regis Aragonum sigillatas, predicto domino regi Francie exhibuimus in hec verba. -
Párrafo inicial del Tratado

Por este Tratado el rey de Francia renuncia a sus pretensiones sobre los condados de Barcelona y Urgel entre otros, renunciando el rey de Aragón, por su parte, a sus pretensiones sobre parte del Languedoc (excepto Montpellier).

## Acuerdo del tratado
Con el tratado de Corbeil, el Rey de Aragón Jaime I renuncia a todos sus derechos legales sobre los territorios occitanos, el dominio efectivo de los que ya había perdido su padre el rey Pedro el Católico después de la Cruzada Albigense (1208-1229) y la batalla de Muret (1213), una situación geopolítica agravada por la muerte de todos sus aliados en el territorio: muerte del conde de Provenza Ramón Berenguer V en 1245 y muerte del conde de Tolosa Ramón VII en 1249. En contrapartida los procuradores de Jaime I consiguieron que el rey de Francia renunciase a todos los derechos que éste afirmaba tener como sucesor de Carlomagno sobre los condados de la Marca Hispánica (Condado de Barcelona, condado de Urgel, condado de Besalú, condado de Rosellón, condado de Ampurias, condado de Cerdaña, condado de Conflent, condado de Gerona y condado de Osona), que culminaba la desvinculación de jure –legal– los condados de la Marca Hispánica respecto de Francia, quedando integrados en la Corona de Aragón. La independencia de facto –real– de dichos condados se había producido en el año 988, cuando el conde Borrell II de Barcelona no renovó el pacto de vasallaje al rey de Francia Hugo Capeto una vez extinta la dinastía carolingia.

## Antecedentes
La muerte de Ramón Berenguer V de Provenza en 1245 y la boda de su hija Beatriz con Carlos de Anjou (hermano de Luis IX); la muerte de Ramón VII de Tolosa en 1249, la hija del cual estaba casada con otro infante de la casa real francesa; así como el matrimonio de Teobaldo II de Navarra con Isabel de Francia en abril de 1255, por el que pasaba del tutelado del rey aragonés al del rey francés; habían debilitado la posición internacional de la Corona de Aragón. En agosto de 1255 el heredero francés, Luis, se compromete en matrimonio con Berenguela, heredera de Castilla. El cerco francés sobre la Corona aragonesa se estrecha. 

### Historia
El tratado se firmó el 11 de mayo de 1258. Por este tratado, la hija de Jaime I, Isabel, se casaría con Felipe, heredero de Luis IX a la muerte de su hermano en 1260; el rey francés, como heredero de Carlomagno, renunciaba a los derechos sobre los condados de Ampurias, Barcelona, Besalú, Cerdaña, Conflent, Gerona, Osona, Rosellón y Urgel. Jaime I, a cambio, renunciaba a la comarca de la Fenolleda y Perapertusés, que incluían los castillos de Puilaurens, Fenollet, Castellfisel, Peyrepertuse y Quéribus.
Además, renunció a sus derechos sobre Tolosa, Quercy, Narbona, Albi, Carcasona (recibidas en feudo de Tolosa desde el 1213), Rasés, Béziers, Termes y Menerbés. También renunció a Agde y Nimes –cuyo vizconde se reconocía como feudatario del conde de Barcelona desde 1112– y Rouergue, Millau y Gévaudan. Quedaban el vizcondado de Carlat y el señorío de Montpellier con la baronía de Omeladés. La renuncia a los derechos feudales sobre Foix fue rechazada por el rey al ratificar los documentos el 16 de julio de 1258. El 17 de julio el rey renunció a los derechos sobre Provenza en favor de Margarita, hija de Ramón Berenguer V y esposa del rey francés.
El efecto fundamental del tratado fue eliminar definitivamente a los monarcas de la Corona de Aragón como factores políticos en el Mediodía francés y lo mismo a los monarcas franceses sobre el sur de los Pirineos. Un efecto secundario fue la transferencia de Provenza a la Casa de Anjou, lo que llevaría a la posterior incorporación a la Corona francesa.

Ludovicus, Dei gratia Francorum Rex…" "Jacobum eadem gratia illustrem Regem Aragone…" "...quod nos dicebamus comitatum Barchinone, Urgelli, Bisuldune, Rosilione, Empurdano, Ceritanie et Confluentis, Gironde et Eusone cum eorum pertinenciis de regno Francie et de feudis nostris esse"  "Et idem Rex Aragone ex adverso dicebat se jus habere in Carcassona et Carcasses, in Rede et Redensi…" "pro ipso Rege Aragone et nomine et vice ipsius deffinimus, quittamus, cedimus et omnino remmittimus quicquid juris et possesionis vel quasi habebamus siquid habebamus vel habere poteramus… in predictis comitatibus Barchinone et Urgelli Bisuldune, Rossillone, Empurdane, Ceritanie, Confluente, Gerundense et Ausone…." "…in Carcasona, ...in Rede, …in Laurago, …in Termense, …in Menerba, …in Fonolleto, …in Petra pertusa, …in comitatu Amilliavi et Guialdane, et in Naumaso …et in comitau Tholose
Fragmentos del Tratado

### Notas

Blasón de Guillermo de Roquefeuil de Versols